# Bergfelde
Bergfelde è una frazione della città tedesca di Hohen Neuendorf, nel Land del Brandeburgo.

## Storia
Nel 1993 il comune di Bergfelde venne soppresso e aggregato alla città di Hohen Neuendorf.